# امانگاه شاه‌صنم
منطقه حفاظت‌شده شاه‌صنم (به ترکمنی: Şasenem Çäkli Goraghanasy، شاصنم چأکلی قوْراغ‌حاناسیٛ) یک منطقه حفاظت‌شده در ترکمنستان است.
این منطقه بخشی است از منطقه حفاظت‌شده طبیعی قافلان‌گیر.